# パレオパントプス
パレオパントプス（Palaeopantopus）は、約4億年前のデボン紀に生息した化石ウミグモ類の一属。退化的な頭部と付け根が環形構造に分かれた腹部をもつ。ドイツのフンスリュック粘板岩で見つかったパレオパントプス・マウチェリ（Palaeopantopus maucheri）という1種のみによって知られている。

## 形態

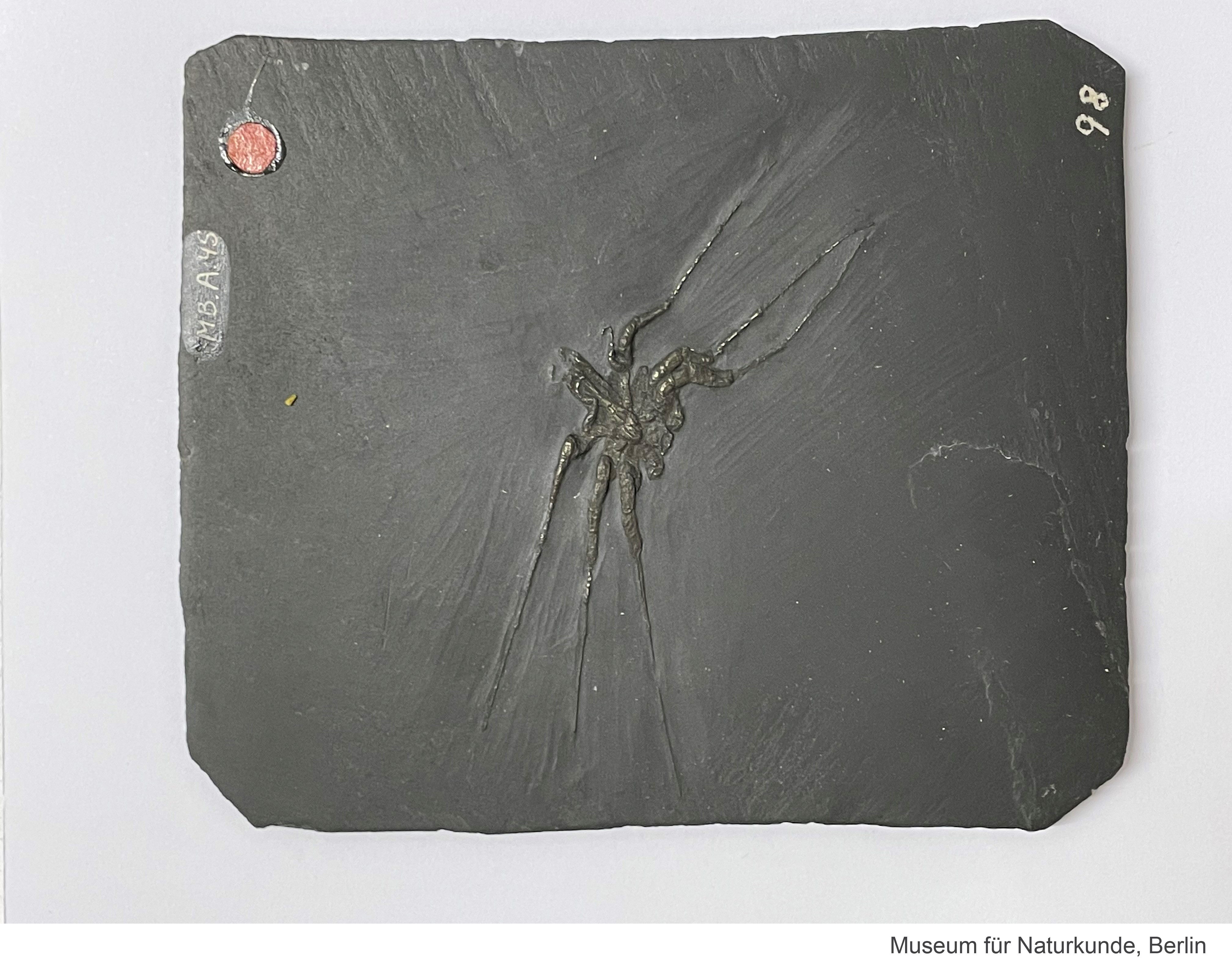
パレオパントプス・マウチェリの化石標本 WS 4747/MB-A-45（フンボルト博物館所蔵）

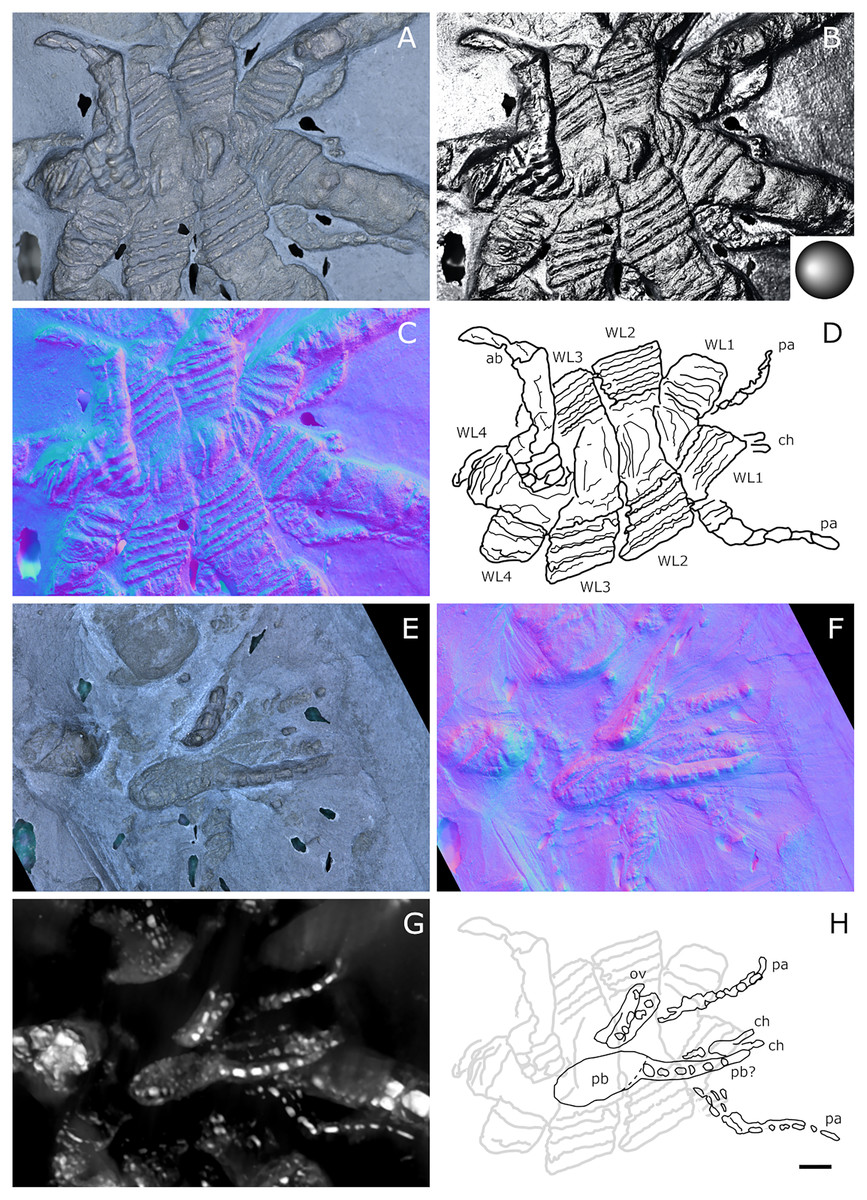
本体背面と頭部構造
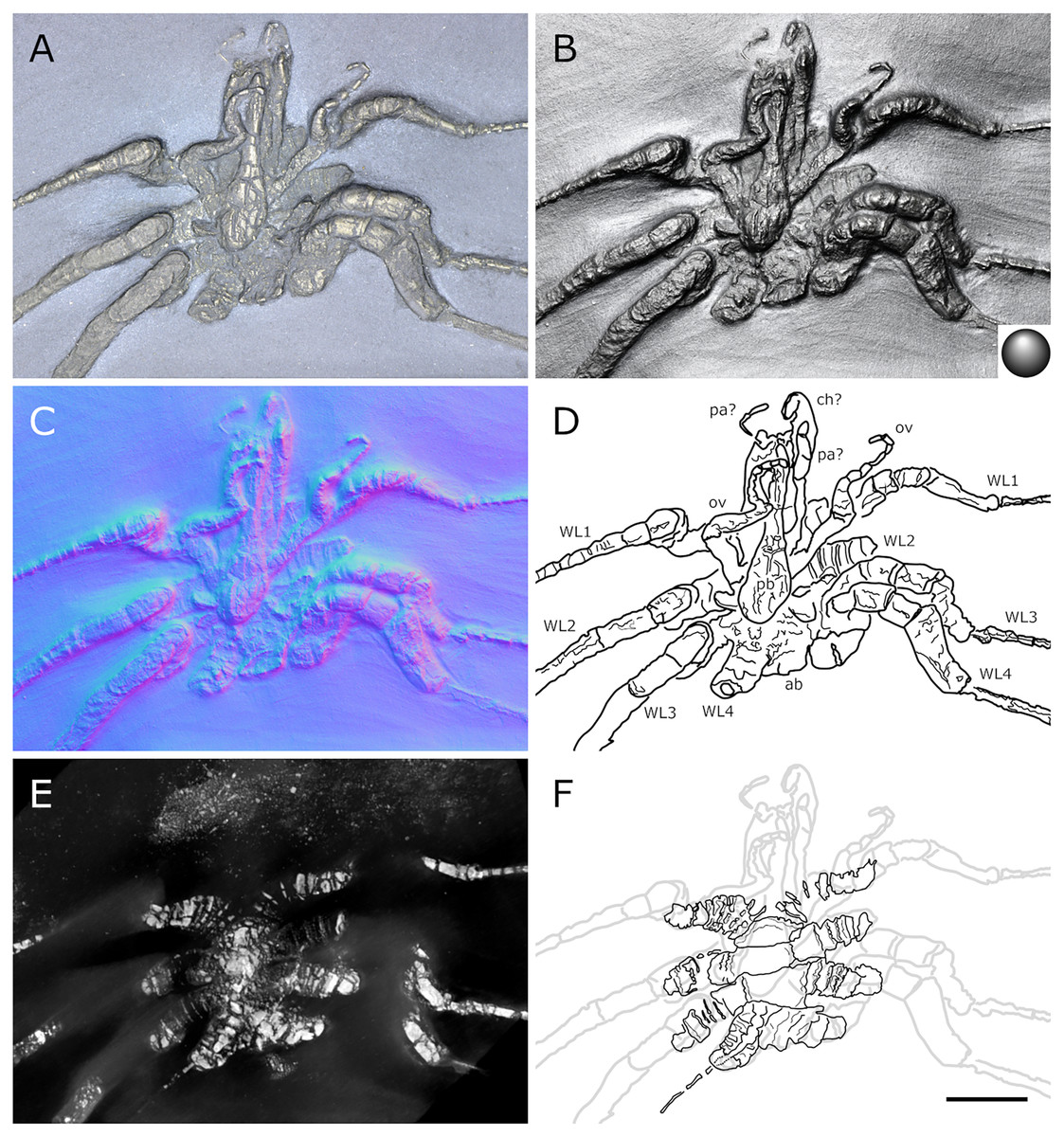
本体腹面と頭部構造
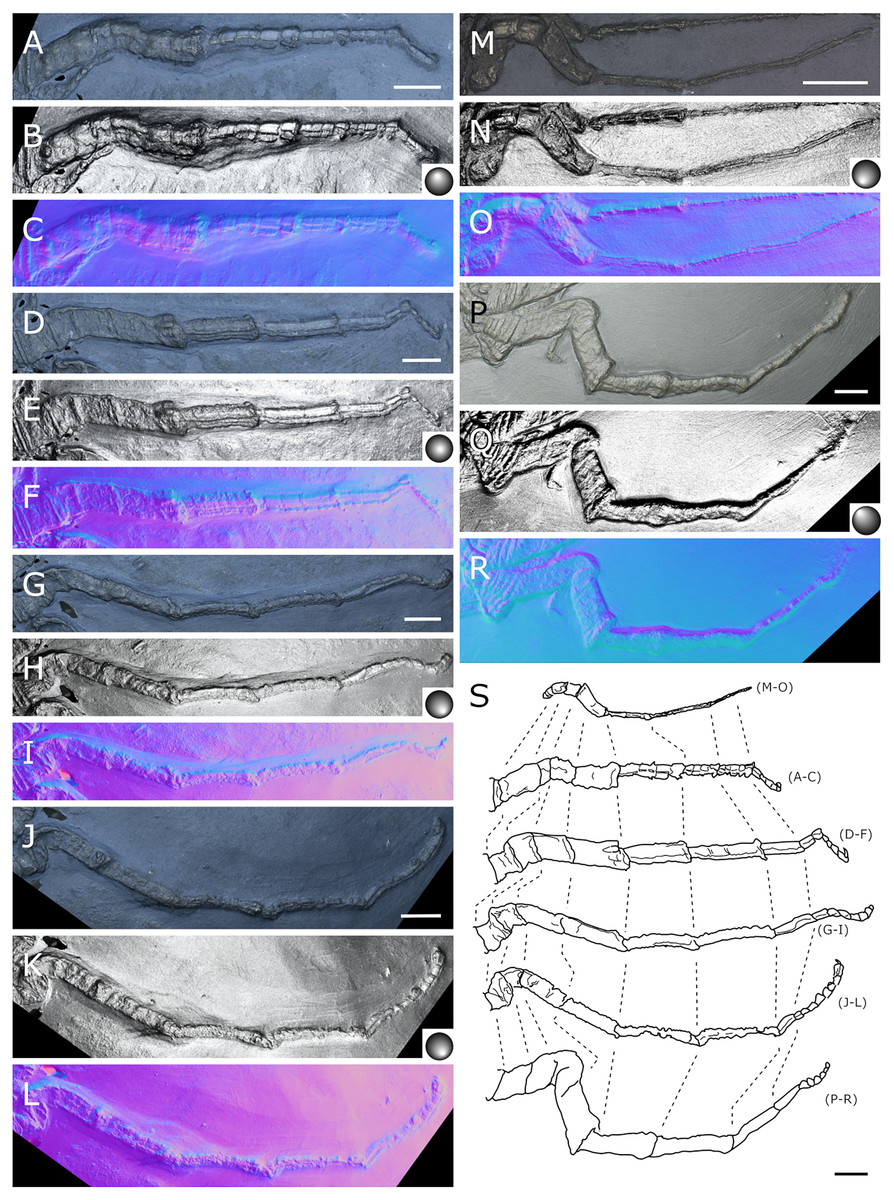
脚

体長1.5cm、脚を広げるとおよそ14cmのウミグモである。分節した腹部や脚の環形構造など、現生のウミグモ類に見られない特徴をもつ。3つの化石標本（WS 2810, WS 2812, WS 4747、後にSNSB-BSPG 1930 I 501, SNSB-BSPG 1929 V 3, MB-A-45）のみによって知られている。IGPD-HS437 を本属とする見解もあるが、腹部や頭部付属肢の相違により否定的とされる。

### 本体
本体は小さく平たい楕円形で、4対の短い接脚突起 (lateral proccess, 本体から突き出して脚に繋がる部分) に囲まれる。通常、ウミグモの頭部 (cephalon, cephalosoma, 眼・吻・鋏肢・触肢・担卵肢・第1脚が付属する合体節) は明瞭な柱状であるが、本属の場合は第1脚の接脚突起が正面で隣接しており、その前にあるはずの前半の頭部領域は見当たらない。Bergström et al. 1980 ではその前半部は腹側にあると考えられるが、それを示唆する化石証拠は不明確で、標本 WS 2810 に眼丘（ocular tubercle, 眼を備える突起）らしき痕跡が見られるくらいである。ただし、吻（proboscis）・鋏肢 (chelifore, cheliphore)・触肢 (palp)・担卵肢 (oviger) といった頭部前半由来の器官は知られている。吻は本体の腹側に折り畳んだ徳利状で、前方には正体不明な突起が1本ある。胴部 (trunk, もしくは胸部 thorax, 第2-4脚が付属する合体節) 背面は体節の境目が見られる。腹部 (abdomen) は最終胴節の背側から伸び、見かけ上6節に分かれるが、基部の細い4節は脚の基部に類する環形構造 (annulation) に細分された第1腹節とも考えられる。残りの2節は細長いが、肛門の位置は不確実のため、最後の1節は尾節（telson, 肛門の直後にある非体節性の尾）なのか最終腹節なのかは不確実。

### 付属肢
付属肢（関節肢）として鋏肢、触肢、担卵肢、および4対の脚が知られているが、脚以外の詳細は保存状態が悪く不明確である。鋏肢は貧弱で、鋏らしき構造はない。触肢はZ字型に屈曲し、7節からなると推測され、基部は脚と似た環形構造に細分される。担卵肢は触肢より少し長く、およそ8節に分かれたと考えられ、先端に1本の爪がある。脚は長く発達し、先端ほど細くなる。基部は3-4節の環形構造に分れ、Bergström et al. 1980 ではこれを接脚突起の一部と考えられるが、Sabroux et al. 2024 ではこれを他の古生代ウミグモと同様細分化した第1基節と考えられる。腿節に見える部分は不動な2節（見かけ上の第4-5節）からなる。先端の細い肢節（跗節 tarsus）は数節の小節に細分されるように見えるが、これは単に化石化の過程でできた割れ目の可能性がある。その先端には1本の爪がある。

### 内部構造
Bergström et al. 1980 によると、標本 WS 2812 には消化管が明瞭に見られる。現生のウミグモ類と同様、消化管は脚まで入り込んだ分岐 (diverticula) がある。腹部の消化管は末端まで伸びるため、肛門はそこにあったと考えられる。しかしSabroux et al. 2024 ではその痕跡は触肢と担卵肢（ウミグモにおいては消化管枝を持たない付属肢）にも見られることから、これは消化管ではなかったと見直される。

## 生態
パレオパントプスは現生のウミグモに似て、細長い脚で体を浮かばせながら海底を歩いていたと考えられる。ただし鋏肢や吻の詳細は不明確のため、食性は推測しにくい。

## 分類

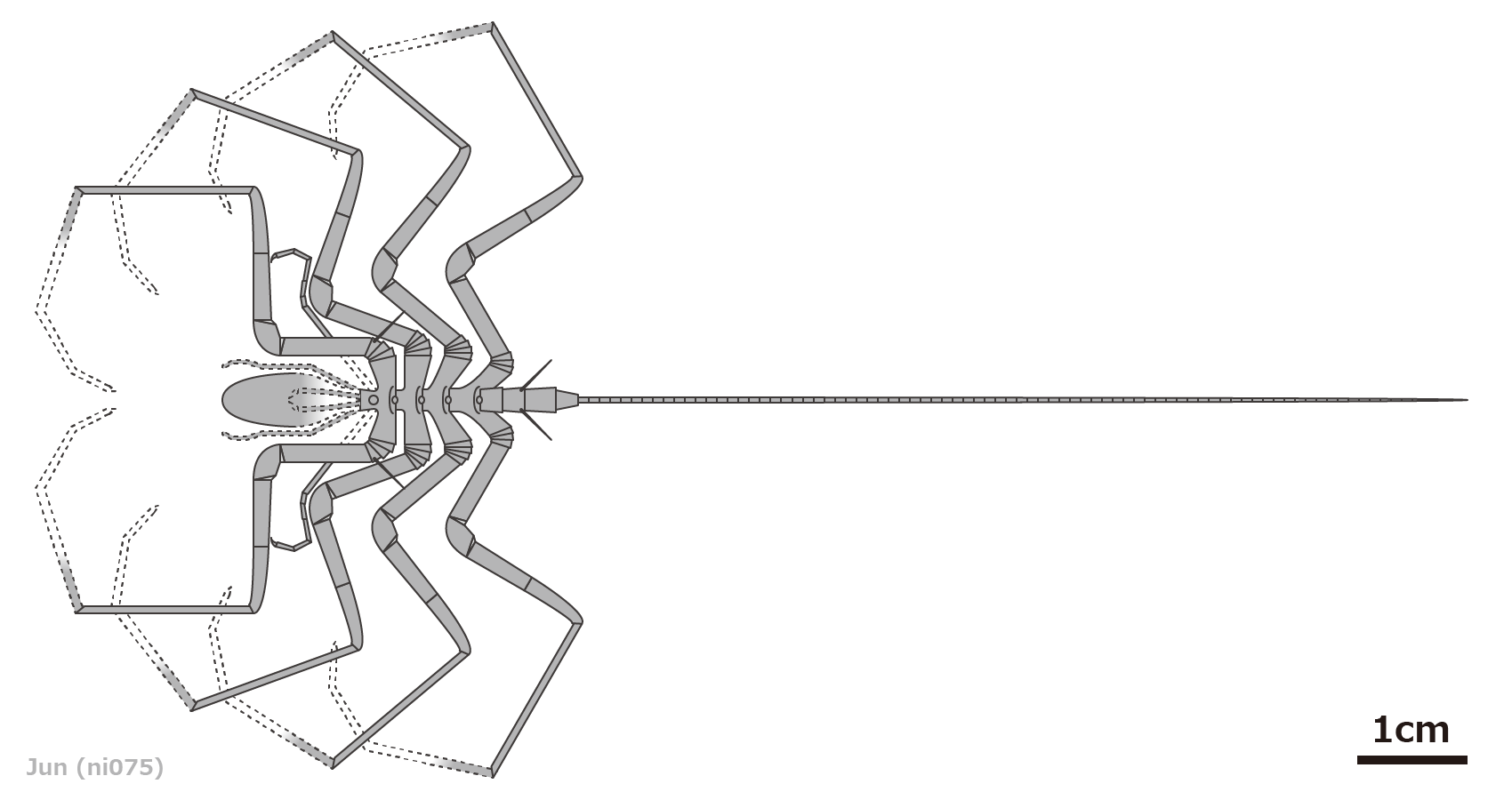
フラジェロパントプス

Bergström et al. (1980) では、パレオパントプスは同じくデボン紀のフンスリュック粘板岩で見つかった基盤的なウミグモ類パレオイソプスより派生的で、現生のウミグモ類を含んだ系統群（皆脚目 Pantopoda）より早期に分岐したとされる。なお21世紀以降のほとんどの系統解析では、パレオパントプスはシルル紀のウミグモ類ハリエステスの姉妹群とされる。この2属でできた単系統群自体の系統位置は文献によりやや異なるが、2009年までの系統解析ではいずれもそれを現生ウミグモ類の内部系統に含めるとする。しかし2020年代から従来の古生代ウミグモの復元がある程度更新されており、この系統関係は再検討が必要とされる。特に不動な2節に細分したような腿節はフラジェロパントプスに共通する特徴であるが、類縁関係は未検証である。
パレオパントプス（パレオパントプス属 Palaeopantopus）はパレオパントプス・マウチェリ（Palaeopantopus maucheri）という1種のみによって知られ、ウミグモ綱の中で本属は独自に古皆脚目（ムカシウミグモ目、Palaeopantopoda）ムカシウミグモ科（Palaeopantopodidae）に分類される。